# Top Congo FM
Top Congo FM est une radio qui émet en République Démocratique du Congo, plus précisément à Kinshasa. Elle a été créée en 2003 par Christian Lusakueno avec comme fréquence, la 88.4 MHz. Cette radio est rapidement adoptée au point de devenir l'une des radios les plus populaires de la République démocratique du Congo,,.  
Top Congo FM compte aujourd'hui environ 200 stations affiliées à travers la RDC, avec des correspondants dans toutes les provinces. Rien qu'à Kinshasa, la radio compte près de 14 millions d'auditeurs. Selon une étude réalisée en 2017 par Kantar TNS, Top Congo s'est placée en tête du classement devant des concurrents majeurs tels que Radio Okapi, RFI et RTNC, avec une audience cumulée estimée à 22%,. 

## Contenu
Top Congo FM est largement suivie en République démocratique du Congo en raison de la diversité de ses programmes. Cette radio propose un programme allant de la politique, l'économie, la musique, à divers problèmes de société.  L'une des émissions les plus connues est dénommée "LE DEBAT" qui est essentiellement politique et a connu la participation de grandes personnalités politiques du pays, dont Félix Antoine Tshisekedi, l'actuel président de la République.

## Programmes principaux
- Top matin
- Face à Face
- Le débat
- Parlons-en
- Top dédicaces
- Top Vert
- Journal
- Journal de sport

### Journalistes notables
- Christian Lusakueno
- Thierry Kambudi
- Roger Kalala
- Trésor Kiyombo
- Eric Ambago
- Isabelle Moengo
- Jenovic  Mbowa Mbaya
- Osée Manzanza
- Dominique Dinanga